# C/2015 K1 (MASTER)
C/2015 K1 (MASTER) — одна з довгоперіодичних параболічних комет. Ця комета була відкрита 17 травня 2015 року; блиск на час відкриття: 16.3m. Комета відкрита за допомогою 0.4-m f/2.5 рефлектора та 0.4-m f/2.5 рефлектора + ПЗЗ, MASTER-SAAO Observatory, Сазерленд. Спостерігачі: D. Denisenko, V. Lipunov, E. Gorbovskoy, D. Buckley, S. Potter, A. Kniazev, M. Kotze, A. Kuznetsov, N. Tiurina, V. Kornilov, N. Shatskiy, V. Chazov, D. Zimnukhov, V. Yurkov, Y. Sergienko, K. Ivanov, S. Yazev, O. Gress, S. Bodrov, M. Kotzev, P. Balanutsa, N. Budnev, E. Konstantinov.